# Valerij Kravčuk
Valerij Anatolijovyč Kravčuk (in ucraino Валерій Анатолійович Кравчук?; Nahirne, 8 giugno 1955) è un ex sollevatore sovietico di origine ucraina campione mondiale ed europeo che ha gareggiato nella categoria dei pesi massimi (fino a 110 kg.).

## Carriera
Nel 1981 Kravčuk vinse il suo primo titolo nazionale sovietico e fu convocato ai successivi Campionati mondiali ed europei di Lilla dove conquistò la medaglia d'oro con 415 kg. nel totale.
Negli anni successivi non gli fu data possibilità di partecipare ad altri grandi eventi internazionali, sebbene fosse rimasto uno dei migliori sollevatori sovietici nella sua categoria e nel 1984 avesse vinto un secondo titolo nazionale sovietico.
Dopo aver terminato l'attività agonistica lavorò come ricercatore universitario.